# Kjell Jonevret

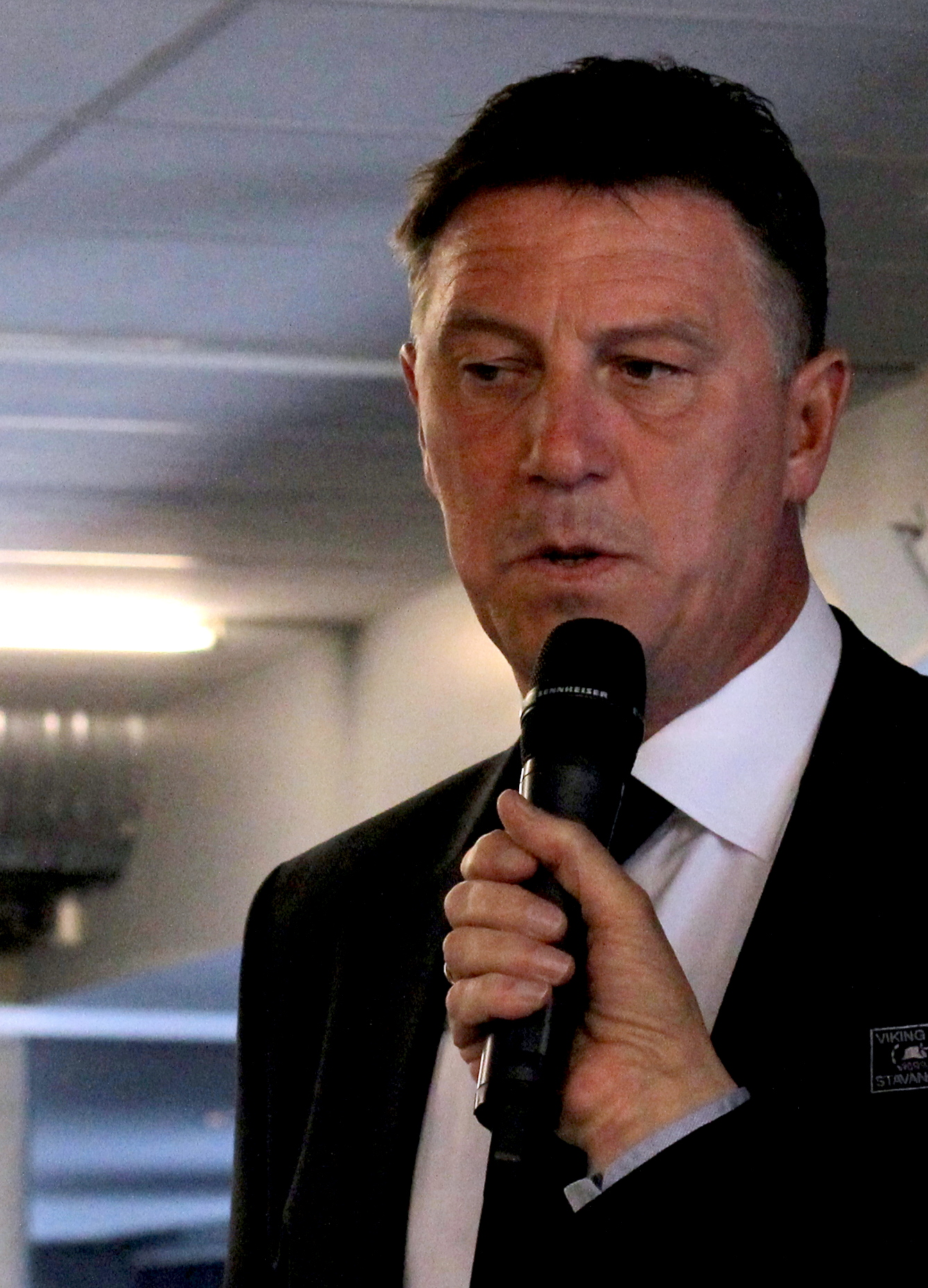
Jonevret als Trainer von Viking Stavanger (2014)

Kjell Jonevret (* 28. Juni 1962 in Stockholm) ist ein ehemaliger schwedischer Fußballspieler. Der Offensivspieler begann im Anschluss an seine aktive Spielerkarriere eine Trainerlaufbahn.

## Werdegang
Jonevret begann seine Karriere bei IF Brommapojkarna. Für den vor allem für seine Jugendarbeit bekannten Klub spielte er bis Ende 1983 im unterklassigen Ligabereich. Anschließend wechselte er zu AIK in die Allsvenskan. Dort konnte er sich jedoch nicht durchsetzen und kehrte nach 16 Erstligaspielen in anderthalb Jahren zu IF Brommapojkarna zurück. 1988 versuchte er sich im Ausland und schloss sich Viking Stavanger an, als der schwedische Trainer Benny Lennartsson ihn und seinen Landsmann Per Holmberg nach Norwegen holte. Mit dem Zweitligisten stieg er in die erste Liga auf und gewann 1989 den norwegischen Pokal. Nach drei Jahren kehrte er Ende 1990 nach Schweden zurück und spielte anschließend bis Ende 1992 für Vasalunds IF in der zweiten Liga.
Nach seinem Karriereende wechselte Jonevret als Assistent von Erik Hamrén auf die Trainerbank von Vasalunds IF. 1995 kehrte er als Nachwuchstrainer zu IF Brommapojkarna zurück, ehe er ein Jahr später wieder zu Hamrén stieß und AIK in der Allsvenskan betreute. Mit der Mannschaft um Pascal Simpson, Patrick Englund, Patrik Fredholm und Johan Mjällby gewann er zweimal in Folge den Landespokal. Da jedoch der Erfolg in der Liga ausblieb, wurde Hamrén nach der Spielzeit 1997 durch Stuart Baxter ersetzt und gleichzeitig auch Jonevret freigestellt.
1998 trat Jonevret beim Zweitligisten IK Sirius seine erste Station als hauptverantwortlicher Trainer an. Nach einer Spielzeit heuerte er beim Ligarivalen Västerås SK an, mit dem er sich Ende 1999 für die neu geschaffene Superettan qualifizierte. Vor der Spielzeit 2001 warb ihn der Ligarivale FC Café Opera ab, bei dem er bis Ende 2003 unter Vertrag stand.
Im Sommer 2004 verpflichtete der Erstligist Djurgårdens IF Jonevret als Nachfolger von Zoran Lukić, der nach einem mäßigen Saisonstart und Diskussionen um eine neue Zuschneidung der Verantwortlichkeiten innerhalb des Vereins von seinem Amt zurückgetreten war. Hatte er den Klub in der Spielzeit 2004 auf den vierten Platz geführt, gewann er mit der Mannschaft um Johan Arneng, Tobias Hysén, Matías Concha und Toni Kuivasto das Endspiel um den Landespokal. In der folgenden Spielzeit dominierte er mit der Mannschaft sowohl Meisterschaft als auch Pokal und gewann mit DIF das Double. Als Folge wurde er als Schwedens Trainer des Jahres ausgezeichnet. In der Spielzeit 2006 konnte er jedoch den Erfolg nicht bestätigen und rutschte ins hintere Mittelfeld ab. Daraufhin entließ ihn der Stockholmer Klub Ende September des Jahres.
Anfang 2007 übernahm Jonevret den Trainerposten beim norwegischen Klub Molde FK. Den Zweitligisten führte er am Ende seiner ersten Saison in die Tippeligaen. Nachdem er die Mannschaft dort anfangs ins sichere Mittelfeld geführt hatte, zog er mit dem Klub am Ende der Spielzeit 2009 als Vizemeister hinter Rosenborg Trondheim in die UEFA Europa League. Während er dort knapp am deutschen Vertreter VfB Stuttgart scheiterte, rutschte er in der Liga mit der Mannschaft in den Abstiegskampf. Letztlich entließ ihn der Klub nach einer Serie von zehn sieglosen Spielen Ende August 2010. Zwischen 2012 und 2016 war er Cheftrainer bei seiner Ex-Spielstation Viking Stavanger. Nach viereinhalb Jahren im Amt trat er im November 2016 zurück.
Im Februar 2017 verpflichtete ihn der südafrikanische Fußball-Verein Orlando Pirates als Trainer. Jonevret unterschrieb einen Drei-Jahres-Vertrag. Bereits im August wurde das Engagement beendet. Ende August 2019 übernahm Jonevret zusammen mit Assistent Shaun Constable den in der Superettan im Abstiegskampf befindlichen Heimatklub IF Brommapojkarna, der sich zuvor von Roberth Björknesjö getrennt hatte. Von den abschließenden neun Saisonspielen gewann der Klub drei Partien, so dass die Mannschaft am Ende der Spielzeit 2019 einen Abstiegsplatz belegte. 
Im Juni 2023 kehrte Jonevret zurück auf die Trainerbank und übernahm als Nachfolger des in die Jugendarbeit wechselnden Albert Bunjaki beim Drittligisten IF Karlstad Fotboll die Verantwortung. Nachdem der Klub die Spielzeit 2023 auf dem achten Platz der Nordstaffel beendet hatte, verlängerte er den Vertrag um eine Spielzeit.